# (21059) Penderecki
(21059) Penderecki (1991 GR10) – planetoida z pasa głównego asteroid okrążająca Słońce w ciągu 5 lat i 42 dni w średniej odległości 2,97 au. Została odkryta 9 kwietnia 1991 roku w Karl Schwarzschild Observatory w Tautenburgu przez Freimuta Börngena. Nazwa planetoidy została nadana na cześć polskiego kompozytora Krzysztofa Pendereckiego.